# Citroën Acadiane
L'Acadiane era un furgoncino di piccola taglia derivato strettamente dalla Citroën Dyane. 

## Storia
Introdotta nel marzo 1978, sposava il cassone posteriore della 2CV furgonata, che andava a sostituire, con il muso della Dyane. Il pianale e la meccanica erano gli stessi della Dyane e derivavano a loro volta dal pianale e dalla meccanica della Citroën 2CV (e dalle sue derivate).
Il suo nome, un accenno alla regione della Louisiana, nacque dall'associazione di Dyane e AK (la sigla dei furgoni presso la Citroën).
Si aveva quindi un bicilindrico da 602 cm³ di cilindrata, non potentissimo, ma che garantiva comunque una portata massima di 400 kg. Date le differenze di carrozzeria nella parte anteriore, la Acadiane era aerodinamicamente migliore rispetto all'antenata, il che si traduceva in migliori prestazioni e consumi. La velocità max era di 95 km/h.
Conobbe un buon successo di vendite, specie in Francia, ma anche in Italia, dove fronteggiò a testa alta l'egemonia commerciale della Fiat Fiorino, all'epoca derivato dalla Fiat 127. Ne furono prodotti quasi 260 000 esemplari. 
Nel 1981 l'azienda milanese DiBi Camper allestì una piccolissima serie di "Acadiane Oasi" versione camperizzata della furgonetta commercializzata nelle concessionarie Citroen, tutte color Beige Nevada, omologata come autovettura 4 posti.
In Spagna ed in Portogallo fu venduto con il nome di Dyane 400.
Fu tolto di produzione nel luglio 1987, quando già da tre anni era in produzione la sua erede.